# Аппій Клавдій Пульхр (помпеянець)
Аппій Клавдій Пульхр (лат. Appius Claudius Pulcher; 72 до н. е. — після 25 до н. е.) — політичний діяч Римської республіки.

## Життєпис
Походив з патриціанського роду Клавдіїв. Син Гая Клавдія Пульхра, претора 56 року до н. е. Був усиновлений своїм дядьком, Аппієм Клавдієм Пульхром, консулом 54 року до н. е.
У 52 році до н. е. разом з братом звинуватив Тита Аннія Мілона у вбивстві другого свого дядька Публія Клодія і незаконному отриманні посади. У 51 році до н. е. звинуватив Марка Сервілія у привласненні казенних грошей у провінції Азія. Під час цього процесу нерозважно кинув тінь на самого себе і свого рідного батька, Гая Клавдія Пульхра, легатом якого був Сервілій. Після виправдання Сервілія Аппій мав намір висунути йому звинувачення у здирництві, але поступився цією ролею Квінту Пілію. Після цього сам був звинувачений родичами Сервілія у вимаганні та Секстом Теттієм у насильстві.
У 49 році до н. е., з початком громадянської війни, приєднався до Гнея Помпея, разом з яким вирушив до Епіру. За заповітом свого названого батька закінчив будівництво передодня храму в Елевсіні (CIL III 547).
Після поразки у 48 році до н. е. під Фарсалом був помилуваний й повернувся до Риму. У 43 році до н. е. Пульхра було проскрибовано, проте він виїхав до Сицилії. Згодом приєднався до Октавіана Августа. У 25 році до н. е. був ще живий і входив до складу сенату.

## Родина
Дружина — Октавія
Діти:
- Аппій Клавдій Пульхр Аппіан, сенатор